# Proedromys liangshanensis
Mictomicrotus liangshanensis syn. Proedromys liangshanensis  — вид гризунів родини Щурові (Arvicolidae).

## Поширення
Цей вид зустрічається в Китаї, у двох заповідниках в південно-західній провінції Сичуань. Всі зразки (n=18) були зібрані між 2560-3100 м над рівнем моря. Цей вид був зібраний в лісі де домінують ялина і смерека, з підліском з бамбука і вологого ялинового лісу з рясним бамбуком і мохом.

## Загрози та охорона
Загрози для цього виду не відомі. Розвиток екотуризму в заповіднику Меігу, який не вважають захистом середовища існування диких тварин, може становити загрозу.